# Plaza del Pueblo

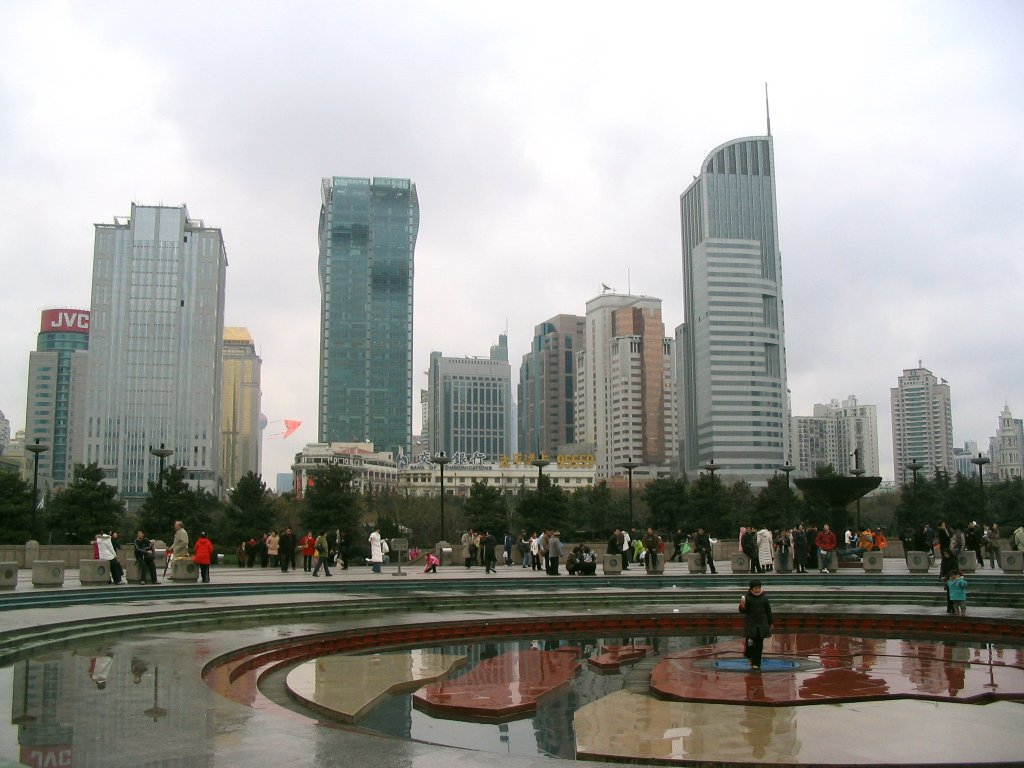
La Plaza del Pueblo, Shanghái

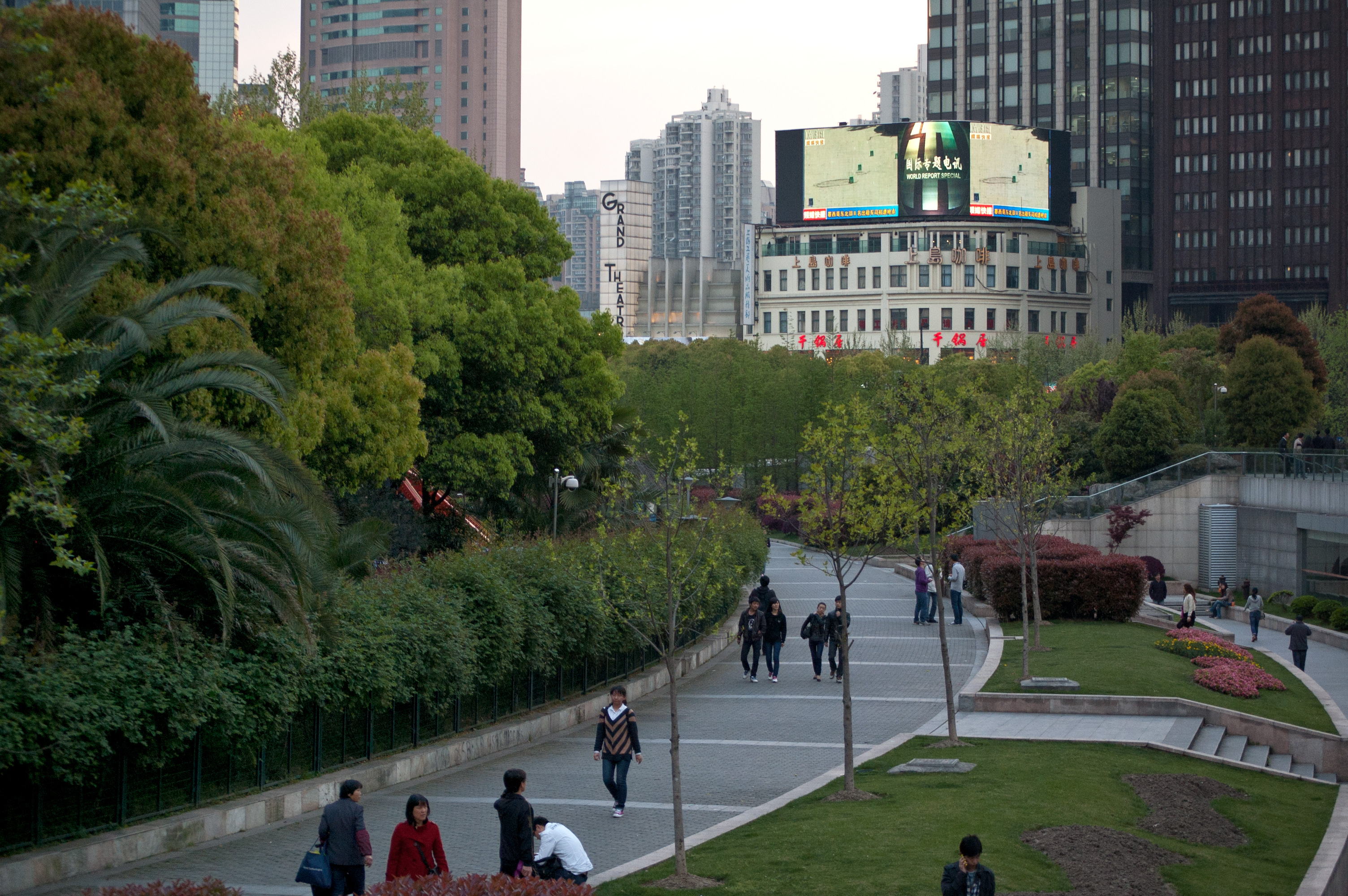
El Parque del Pueblo, Shanghái

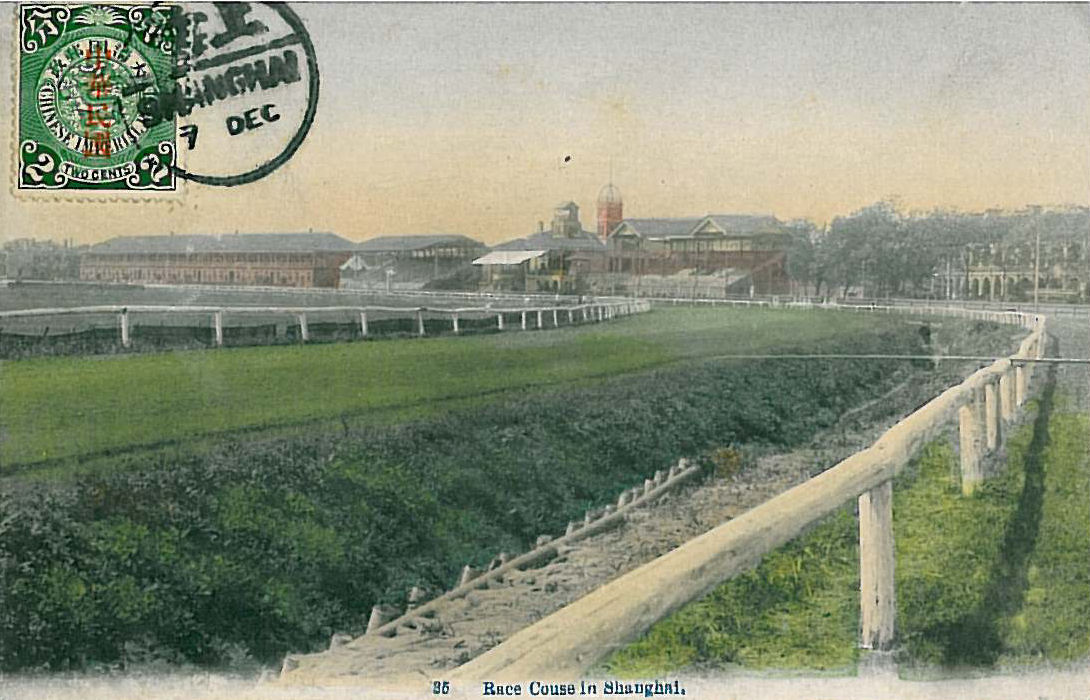
El Hipódromo de Shanghái en 1912

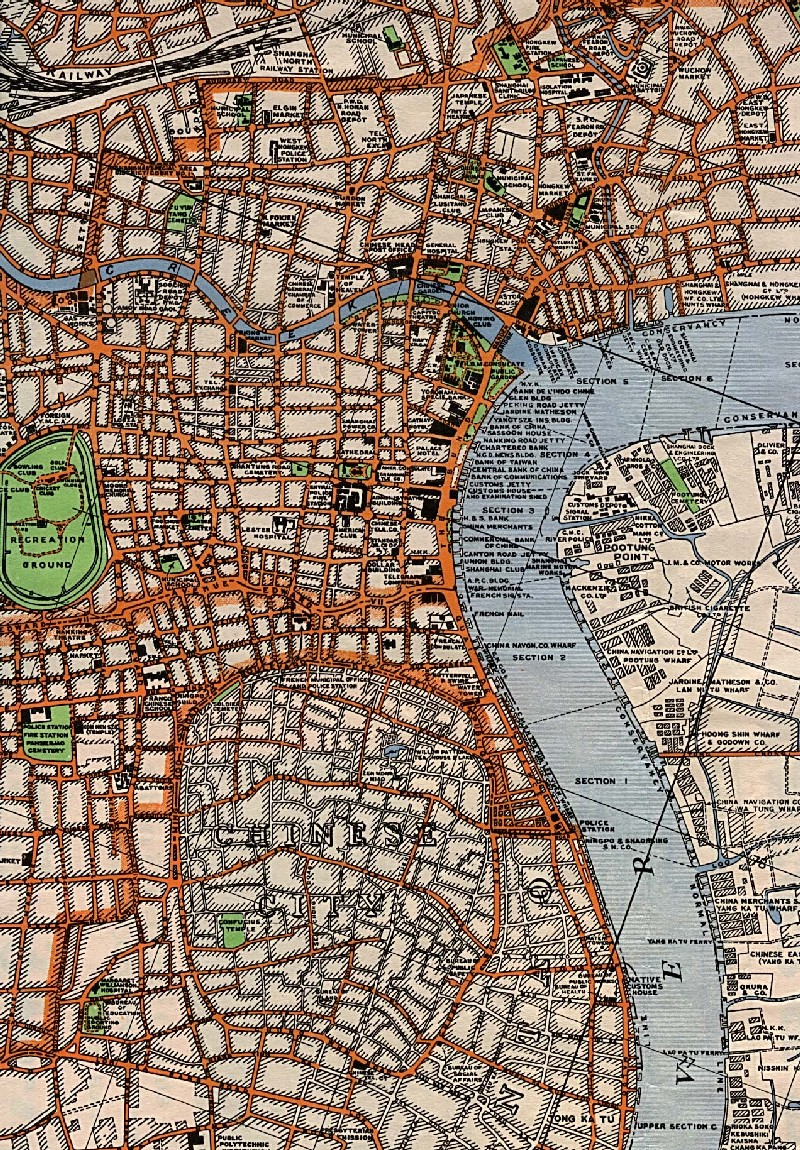
En este mapa de Shanghái de 1933, el hipódromo se muestra en verde a la izquierda.

La plaza del Pueblo (en chino tradicional, 人民廣場; en chino simplificado, 人民广场; pinyin, Rénmín Guǎngchǎng), también conocida por su nombre en inglés People's Square, es una gran plaza pública situada al lado de Nanjing Road en el Distrito de Huangpu de Shanghái, China. La plaza del Pueblo contiene el edificio del gobierno municipal de Shanghái, y se usa como punto de referencia para medir distancias en la municipalidad de Shanghái. [cita requerida]

## Historia
Antes de 1949 y el establecimiento de la República Popular China, lo que en la actualidad es la plaza del Pueblo era un hipódromo propiedad del Club de Carreras de Shanghái. Después de que el nuevo gobierno comunista prohibiera los juegos de azar y las carreras de caballos, una parte del hipódromo se convirtió en la plaza del Pueblo, que incluía una gran avenida y tribunas para los desfiles.
En la década de 1990 se realizaron importantes cambios en la plaza. El Gobierno Municipal de Shanghái se trasladó aquí desde el antiguo HSBC Building en el Bund. El Museo de Shanghái también se trasladó aquí desde un antiguo edificio de oficinas. Adiciones más recientes incluyen el Gran teatro de Shanghái y el Centro de Exposiciones de Urbanismo de Shanghái.
Todavía permanecen algunas partes del hipódromo. Los edificios del club se transformó en el  Museo de Arte de Shanghái, mientras que parte de la pista de carreras se transformó en el Parque del Pueblo, un parque público.

## Monumentos
Algunos monumentos y atracciones turísticas en los alrededores de la plaza son:
- Park Hotel Shanghái (edificio más alto de Asia desde 1934 hasta 1952)
- Jinjiang tower (edificio más alto de la ciudad desde 1987 hasta 1990)
- Tomorrow Square
- Sede del Gobierno Municipal
- Hong Kong New World Tower
- Radisson Shanghái
- Gran teatro de Shanghái
- Museo de Shanghái
- Museo de Arte de Shanghái
- Centro de Exposiciones de Urbanismo de Shanghái
- Shimao International Plaza
- Nanjing Road
- Raffles City

## Transporte
Se puede llegar a la plaza del Pueblo tomando la Línea 1, la Línea 2 o la Línea 8 del Metro de Shanghái hasta la estación de la plaza del Pueblo.